# 3789 Zhongguo
Zhongguo (asteróide 3789) é um asteróide da cintura principal, a 2,6565558 UA. Possui uma excentricidade de 0,1895352 e um período orbital de 2 167,54 dias (5,94 anos).
Zhongguo tem uma velocidade orbital média de 16,45130526 km/s e uma inclinação de 2,75056º.
Este asteróide foi descoberto em 25 de Outubro de 1928 por Zhang Yuzhe.